# You're My Window to the Sky
You're My Window to the Sky est un single de Kim Churchill et The Avener sorti en 2015.

## Historique
Ce single a été remixé pour Le Grand Journal qui l'a utilisé de septembre 2015 à mars 2017.